# Timoniella loossi
Timoniella loossi är en plattmaskart. Timoniella loossi ingår i släktet Timoniella och familjen Acanthostomatidae. Inga underarter finns listade i Catalogue of Life.